# Уставни суд Републике Србије
Уставни суд Републике Србије је самосталан и независан државни орган који штити уставност и законитост и људска и мањинска права и слободе у Србији.
Седиште му се налази у Београду.

## Историјат
Уставни суд, као самостални републички орган са основном функцијом заштите уставности и законитости, установљен је Уставом Социјалистичке Републике Србије од 9. априла 1963. године. Надлежност и поступак пред Уставним судом и правна дејства његових одлука били су ближе одређени Законом о Уставном суду који је проглашен 25. децембра 1963. године.
На тим уставним и законским основама, Уставни суд је започео са радом 15. фебруара 1964. године, кад је одржао своју прву седницу. До доношења Устава Републике Србије из 1990. године Уставни суд деловао је у оквиру система јединства власти, са Народном скупштином као највишим органом. 
Уставом од 1990. године Уставни суд је опредељен као самосталан и независан државни орган, који делује у оквиру система поделе власти. Чланом 9. Устава од 1990. године, Уставном суду поверена је заштита уставности и законитости.
Данас, у обављању утврђених уставних надлежности Уставни суд примењује Устав Републике Србије (2006), Закон о Уставном суду и Пословник о раду Уставног суда.

## Састав
Уставни суд чини 15 судија који се бирају и именују на девет година. Пет судија Уставног суда бира Народна скупштина Републике Србије, пет именује председник Републике Србије, а пет општа седница Врховног суда Републике Србије.
Народна скупштина бира пет судија Уставног суда између 10 кандидата које предложи председник Републике, председник Републике именује пет судија Уставног суда између 10 кандидата које предложи Народна скупштина, а општа седница Врховног суда именује пет судија између 10 кандидата које на заједничкој седници предложе Високи савет судства Републике Србије и Високи савет тужилаштва Републике Србије.
Са сваке од предложених листа кандидата један од изабраних кандидата мора бити са територије аутономних покрајина. Судија Уставног суда се бира и именује међу истакнутим правницима са најмање 40 година живота и 15 година искуства у правној струци. Једно лице може бити бирано или именовано за судију Уставног суда највише два пута. Судије Уставног суда из свог састава бирају председника на период од три године, тајним гласањем.
Судија Уставног суда не може вршити другу јавну или професионалну функцију нити посао, изузев професуре на правном факултету у Србији, у складу са законом. Судија Уставног суда ужива имунитет као народни посланик. О његовом имунитету одлучује сам Уставни суд.

## Надлежност
Уставни суд одлучује о:
- сагласности закона и других општих аката са Уставом, општеприхваћеним правилима међународног права и потврђеним међународним уговорима,
- сагласности потврђених међународних уговора са Уставом,
- сагласности других општих аката са законом,
- сагласности статута и општих аката аутономних покрајина и јединица локалне самоуправе са Уставом и законом,
- сагласности општих аката организација којима су поверена јавна овлашћења, политичких странака, синдиката, удружења грађана и колективних уговора са Уставом и законом.

Уставни суд:
- решава сукоб надлежности између судова и других државних органа,
- решава сукоб надлежности између републичких органа и покрајинских органа или органа јединица локалне самоуправе,
- решава сукоб надлежности између покрајинских органа и органа јединица локалне самоуправе,
- решава сукоб надлежности између органа различитих аутономних покрајина или различитих јединица локалне самоуправе,
- одлучује о изборним споровима за које законом није одређена надлежност судова,
- врши и друге послове одређене Уставом и законом.

Уставни суд одлучује о забрани рада политичке странке, синдикалне организације или удружења грађана.
Уставна жалба се може изјавити против појединачних аката или радњи државних органа или организација којима су поверена јавна овлашћења, а којима се повређују или ускраћују људска или мањинска права и слободе зајемчене Уставом, ако су исцрпљена или нису предвиђена друга правна средства за њихову заштиту.

## Поступак
Поступак за оцену уставности и законитости могу да покрену државни органи, органи територијалне аутономије или локалне самоуправе, као и најмање 25 народних посланика. Поступак може покренути и сам Уставни суд. Свако правно или физичко лице има право на иницијативу за покретање поступка за оцену уставности и законитости.
Закон или други општи акт који није сагласан Уставу или закону престаје да важи даном објављивања одлуке Уставног суда у службеном гласилу.
Уставни суд може, до доношења коначне одлуке и под условима одређеним законом, обуставити извршење појединачног акта или радње предузете на основу закона или другог општег акта чију уставност или законитост оцењује. Уставни суд може оценити сагласност закона и других општих аката са Уставом, општих аката са законом и по престанку њиховог важења, ако је поступак оцене уставности покренут најкасније у року од шест месеци од престанка њиховог важења.